# فوبوکی کوشیجی
فوبوکی کوشیجی (انگلیسی: Fubuki Koshiji; ۱۸ فوریهٔ ۱۹۲۴ – ۷ نوامبر ۱۹۸۰) خواننده، و بازیگر اهل ژاپن بود.